# Eduardo Passarelli
Eduardo Passarelli (20 de julio de 1903-9 de diciembre de 1968) fue un actor teatral y cinematográfico de nacionalidad italiana.

## Biografía
Nacido en Nápoles, Italia, su verdadero nombre era Eduardo De Filippo. Sus padres eran Eduardo Scarpetta, uno de los principales actores y autores teatrales napolitanos de finales del siglo XIX e inicios del XX, y Anna De Filippo, hermanastra de Rosa De Filippo, la esposa oficial del gran actor. Eduardo fue el segundo hijo de la pareja, pues en 1876 habían tenido al famoso poeta Ernesto Murolo. En 1906 nació su hermano menor Pasquale, formando ambos parte del grupo de hijos ilegítimos de Scarpetta, entre ellos Titina De Filippo, Eduardo De Filippo y Peppino De Filippo.
Tras una infancia difícil, pasada, como hijo ilegítimo, en el suntuoso palacio Scarpetta, Passarelli inició su largo aprendizaje de actor teatral. Los inicios de su carrera estuvieron marcados por la colaboración con sus medio hermanos Titina, Eduardo y Peppino, y con otros compañeros en giras teatrales, pero su gran oportunidad teatral llegó en los años 1930 como actor acompañante de Totò en sus inolvidables revistas. Fue en ese momento cuando Eduardo escogió como nombre artístico Passarelli, a fin de diferenciarse de su hermano, el cual entonces empezaba a destacar en el teatro napolitano.
Passarelli actuó en numerosas películas, entre ellas Roma, ciudad abierta (de Roberto Rossellini), Carosello napoletano (de Ettore Giannini), Le quattro giornate di Napoli (de Nanni Loy), varias de ellas rodadas con Totò, como Sette ore di guai.
Pero Passarelli no llegó nunca a obtener papeles protagonistas, limitándose a los personajes de reparto. De los hijos de Scarpetta fue el que alcanzó un menor éxito, en parte quizás a causa de la densa serie de grandes actores existentes en la época, como De Filippo, Totò, Nino Taranto, Pupella Maggio, Rosalia Maggio, Dante Maggio o Beniamino Maggio, entre otros.
Eduardo Passarelli es también recordado por haber escrito junto a Alessandro Ferraù el volumen dedicado a Totò Siamo uomini o caporali. El actor falleció en Nápoles en 1968.

## Filmografía
- 1937 : Gli ultimi giorni di Pompeo, de Mario Mattoli
- 1937 : Il feroce Saladino, de Mario Bonnard
- 1937 : Gatta ci cova, de Gennaro Righelli
- 1937 : Stasera alle undici, de Oreste Biancoli
- 1938 : Il conte di Brechard, de Mario Bonnard
- 1939 : Il marchese di Ruvolito, de Raffaello Matarazzo
- 1939 : Lo vedi come sei... lo vedi come sei?, de Mario Mattoli
- 1940 : San Giovanni decollato, de Amleto Palermi
- 1942 : Casanova farebbe così!, de Carlo Ludovico Bragaglia
- 1945 : Roma, ciudad abierta, de Roberto Rossellini
- 1948 : Emigrantes, de Aldo Fabrizi
- 1948 : Totò al giro d'Italia, de Mario Mattoli
- 1949 : Monastero di Santa Chiara, de Mario Sequi
- 1949 : Napoli eterna canzone, de Silvio Siano
- 1950 : Canzoni per le strade, de Mario Landi
- 1950 : 47 morto che parla, de Carlo Ludovico Bragaglia
- 1950 : Il brigante Musolino, de Mario Camerini
- 1950 : Vita da cani, de Steno y Mario Monicelli
- 1950 : Vivere a sbafo, de Giorgio Ferroni
- 1950 : Le sei mogli di Barbablù, de Carlo Ludovico Bragaglia
- 1951 : Sette ore di guai, de Vittorio Metz
- 1951 : Totò sceicco, de Mario Mattoli
- 1951 : Tototarzan, de Mario Mattoli
- 1951 : Totò e i re di Roma, de Steno y Monicelli
- 1951 : Il mago per forza, de Vittorio Metz y Marcello Marchesi
- 1951 : Buon viaggio, pover'uomo, de Giorgio Pàstina
- 1953 : Carosello napoletano, de Ettore Giannini
- 1953 : Ho scelto l'amore, de Mario Zampi
- 1953 : La domenica della buona gente, de Anton Giulio Majano
- 1954 : Pendolin, episodio de Cento anni d'amore, de Lionello De Felice
- 1954 : Graziella, de Giorgio Bianchi
- 1954 : Cento serenate, de Anton Giulio Majano
- 1955 : Quando tramonta il sole, de Guido Brignone
- 1956 : I vagabondi delle stelle, de Nino Stresa
- 1957 : È arrivata la parigina, de Camillo Mastrocinque
- 1957 : Vacanze a Ischia, de Mario Camerini
- 1958 : Non sono più guaglione, de Domenico Paolella
- 1959 : La cambiale, de Camillo Mastrocinque
- 1960 : I Teddy boys della canzone, de Domenico Paolella
- 1960 : Rocco y sus hermanos, de Luchino Visconti
- 1960 : Meravigliosa, de Siro Marcellini
- 1962 : Le quattro giornate di Napoli, de Nanni Loy